# Letteratura serba

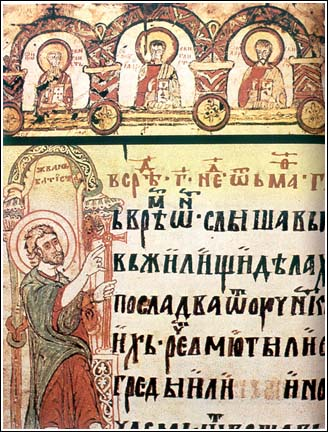
Il Vangelo di Miroslav, un manoscritto del XII secolo, che entrò nel progetto inviato dall'UNESCO Memoria del mondo nel 2005.

La letteratura serba appartiene al gruppo delle letterature euro-balcaniche ed è scritta in lingua serba.

## Storia
La più antica testimonianza della letteratura serba antica è il Miroslavljevo jevanđelje (Vangelo di Miroslav), del 1192, un libro di liturgie di 362 pagine, in cui la bellezza e la cura delle miniature si fondono con l'intensità del testo.
Di grande importanza storica per la conoscenza del mondo feudale serbo è il Dušanov Zakonik (Codice di Dušan), del 1349 in cui sono racchiuse norme di diritto privato e pubblico e diverse leggi penali.
Dopo la battaglia del Kosovo del 1389 s'impose il grande ciclo epico serbo, primo vero tassello della storia letteraria nazionale. In esso sono cantati ed esaltati i valori dell'eroe serbo medioevale: la temerarietà nel combattere gli infedeli, la lealtà verso i compagni e la profonda devozione nei confronti della Chiesa ortodossa e della Serbia. Le tematiche che vi ritroviamo sono molto simili a quelle presenti nelle Chansons de geste e non è escluso che la letteratura serba possa esserne stata in qualche modo influenzata.
Dopo la conquista turca della Serbia, il Paese sprofondò in una grigia e anonima parentesi culturale e gli venne preclusa la possibilità di interagire con la cultura mitteleuropea; questa paralisi culturale offriva spiragli di creatività soltanto nella produzione orale e nel canto popolare. Tuttavia, anche se la speranza di poter entrare in contatto con la cultura europea era svanita, la continuità letteraria venne mantenuta anche grazie alla tolleranza dei regnanti ottomani, come il sultano Solimano il Magnifico, che nel 1557 concesse una certa autonomia ecclesiastica che fece fiorire le arti letterarie all'interno dei monasteri serbi, che per lungo tempo furono i veri centri culturali della Serbia
La progressiva debolezza dell'Impero ottomano portò alla definizione dei confini tra questo e l'Impero Asburgico e lungo il Danubio. Un grande numero di Serbi della Voivodina si ritrovò di colpo entro i confini dell'Impero Asburgico, che poteva vantare contatti diretti con il mondo occidentale che aveva vissuto il Rinascimento, la Controriforma e si apprestava a vivere l'Illuminismo. Alla fine del Settecento le menti più sensibili incominciarono ad avvertire un nuovo fermento etnico e nazionale che molto presto diede vita a Vienna nel 1791 ai primi giornali serbi tra cui Serbskija Novine (Notizie Serbe).
In relazione al Romanticismo, s'imposero gli scritti di Svetozar Marković, di Jakov Ignjatović, di Bogoboj Atanacković, di Đorđe Maletić, di Pavle Marković-Adamov e di Simo Matavulj, che dettero vita ad un originale Realismo serbo in cui a elementi e temi legati alla sfera cittadina e borghese si univano momenti di aspra denuncia sociale.

### Il Novecento
Nel Novecento, il secolo più travagliato della storia nazionale serba, s'imposero anche i suoi più raffinati, sensibili ed intensi interpreti letterari, quali il poeta, prosatore e pittore Josip Miličić, il poeta e drammaturgo Sima Pandurović e il romanziere Branimir Ćosić
L'autore che ricevette i primi riconoscimenti internazionali fu Borisav Stanković, con il suo romanzo Nečista Krv (Sangue impuro) del 1910, in cui si esplorano la caducità e la fragilità dell'anima umana viste con gli occhi di una donna giovane ed orgogliosa. Più tardi s'impose Miloš Crnjanski, autore intimamente romantico nato alla fine del XIX secolo, che incarna tutte le contraddizioni e le grandi aspettative politiche e sociali del Novecento serbo.
La sua opera principale è Seobe (Migrazioni), pubblicata in due parti nel 1929 e nel 1962 e tradotta in italiano presso Adelphi (1992 e 1998). La prima parte è un romanzo storico ambientato nell'Europa del Settecento, quando le truppe serbe combattevano a fianco dell'Impero d'Austria contro il comune nemico turco. Opera che si completa, nella seconda parte, quando la promessa fatta dall'Austria di assegnare delle nuove terre in Russia ai Serbi che avevano combattuto gli infedeli si tramuta da sogno ossessivo nella drammatica realtà di un popolo che trova l'unica consapevolezza della propria coscienza nazionale nella continua ricerca di se stesso in altre parole nelle migrazioni.
Voce autentica di una letteratura serba moderna, ironica e critica è Aleksandar Tišma. Nato nel 1924 nella regione della Voivodina, già nelle sue origini (padre serbo e madre ebrea), offre uno spaccato di quell'anima serba tollerante e cosmopolita che tanto ha contribuito alla costruzione della coscienza nazionale legata alla centralità etnica senza perdere di vista il confronto e il rispetto dell'altro. Le caratteristiche principali dell'opera di questo autore si possono riscontrare in una personale interpretazione delle difficoltà economiche e sociali del dopo-guerra in cui la mancanza di dialogo e di comunicazione e la sofferenza delle cose quotidiane portano ad una sostanziale crisi di identità descritta con realismo.
In Knjiga o Blamu (Il libro di Blam) viene descritta la storia di Miroslav Blam ebreo serbo di Novi Sad che, grazie alla conversione al cristianesimo, è riuscito a salvarsi la vita, ma vive il presente circondato dal senso di colpa e dai ricordi di un mondo che è stato per sempre cancellato dalla furia nazista. Koje Volimo (Pratiche d'amore) è una commedia ambientata del mondo della prostituzione e tradimenti in cui Tišma si avvicina con discrezione e ironia al malizioso sapore del proibito. Dopo aver vissuto gli ultimi anni in volontario esilio in Francia, è morto nel 2003.
Come Tišma, anche Danilo Kiš era originario della provincia della Voivodina: nacque nel 1935 a Subotica, città ad un passo dal confine ungherese. Kiš è stato il più profondo e complesso scrittore contemporaneo e uno dei maggiori in Europa. La sua prosa è caratterizzata dall'ombra di un passato che pesa e segna un presente fragile ed incerto, lasciandoci in eredità un'opera che, oltre a diventare un monito acuto del tragico sviluppo della storia del Novecento, s'impone per la forza della parola conferendo al racconto una carica di grande e completa opera d'arte. Per Kiš il romanzo è sublime arte della narrazione della realtà a cui si accosta la storia ed il suo implacabile disegno. Il suo obiettivo è di regalare all'umanità un volto ed una dignità recuperando la memoria della vita di ogni uomo.
Tra le sue opere, tradotte in italiano da Adelphi, la trilogia Bašta, pepeo (Giardino, Cenere) del 1965, Rani Jadi (Dolori Precoci) del 1970, e Peščanik (Clessidra) del 1972, in cui viene raccontata la tragica sorte di una famiglia dell'Europa centrale durante la Seconda guerra mondiale. Nella prima parte di Giardino, cenere è descritto un mondo carico di sensazioni, odori, speranze e colori visto dagli occhi del protagonista, il giovane Andreas, che verranno incupiti e abbruttiti dal sopraggiungere del buio della morte. Intorno alla figura del bambino si presenta un'ironica carrellata di personaggi che trova la sua più alta rappresentazione nel padre Eduard, autore di un improbabile e grottesco Orario mondiale delle comunicazioni tranviarie, navali, ferroviarie e aeree.
In Dolori precoci i toni lievi, morbidi e sognatori delle prime pagine di Giardino, Cenere lasciano lo spazio a brevi ma intensi racconti d'infanzia che grazie alle parole intense regalano immagini di un mondo destinato a scomparire presto. In Clessidra la morte si avvicina e porta via Eduard che scompare definitivamente nel campo di concentramento di Auschwitz.
Nel 1979 uscì il controverso Grobnica za Borisa Davidovića (Una tomba per Boris Davidović), in cui viene analizzato il tema della sopraffazione e della persecuzione attraverso sette lucidi racconti storici, che vanno dai paesaggi euroasiatici del socialismo reale del Novecento alla persecuzione degli ebrei nella Tolosa trecentesca.
Ultimo titolo tratto in italiano fu Enciklopedija mrtvih (Enciclopedia dei morti) del 1983. La narrazione è divisa in racconti che prendono forma in svariati stili e costituiscono un manifesto dell'originale attività letteraria di Kiš, che tanto si era speso per dare una fisicità all'indistinta umanità che costruisce la storia.
Nel 1961 il Premio Nobel per la letteratura venne assegnato a Ivo Andrić che con assoluta maestria seppe descrivere l'elemento corale, multiforme e plurale dell'anima di molte città bosniache. L'ambiente che Andrić predilige è la Bosnia con i suoi singolari personaggi, con le sue storie e i suoi conflitti religiosi, spirituali e sociali.
I suoi capolavori di narrativa lasciati in eredità sono la Travnička hronika (La cronaca di Travnik) e il celeberrimo Na Drini ćuprija (Il ponte sulla Drina) un ritratto storico che abbraccia quattro secoli di vita della cittadina di Višegrad dal XVI al XX secolo.
Ivo Andrić visse per molto tempo in Serbia e a Belgrado principalmente dove si spense nel 1975, e il suo appartamento è stato trasformato oggi in museo.
Nella metà degli anni 1980 fu riservato grande successo internazionale, grazie alla sua eccentricità, al libro Hazarski rečnik (Dizionario dei Chazari) di Milorad Pavić. Il testo è un romanzo-lessico realizzato in duplice versione maschile e femminile in cui si racconta la storia dei Cazari interpretata attraverso gli occhi di un serbo, di un ottomano e di un ebreo.
Della generazione del dopoguerra è David Albahari originario della città di Peć in Kosovo e autore di Gec i Majer (Goetz e Meyer) un romanzo storico ambientato nella Serbia occupata dai nazifascisti in cui è descritto l'Olocausto e lo sterminio da parte di due sottoufficiali delle SS, Goetz e Meyer appunto.

## XXI secolo
Nel XXI secolo si sono affermati diversi scrittori, come Jelena Lengold, prima scrittrice serba a vincere il Premio letterario dell'Unione europea, nel 2011, col libro Vašarski mađioničar.